# HMS Activity (D94)
Le HMS Activity était un porte-avions d'escorte de la Royal Navy construit au début de la Seconde Guerre mondiale. Après la guerre, il sert en tant que navire marchand sous le nom de MV Breconshire pendant plus de 20 ans jusqu'à sa démolition en 1967.

## Historique

### Royal Navy
Comme beaucoup de porte-avions d'escorte lors de la Seconde Guerre mondiale, le HMS Activity est issu de la conversion d'un cargo réquisitionné par l'Amirauté Britannique.
Construit aux chantiers navals Caledon Shipbuilding & Engineering Company de Dundee, l'Activity est initialement un cargo de transport frigorifique, réquisitionné par le Ministère de la Guerre, il est renommé Empire Activity en février 1941. Il est réquisitionné par l'Amirauté en janvier 1942 et est renommé HMS Activity, portant le pennant number D94. Le bâtiment entre en service le 29 septembre 1942 en tant que porte-avions d'entrainement pour les équipages aéronavals.

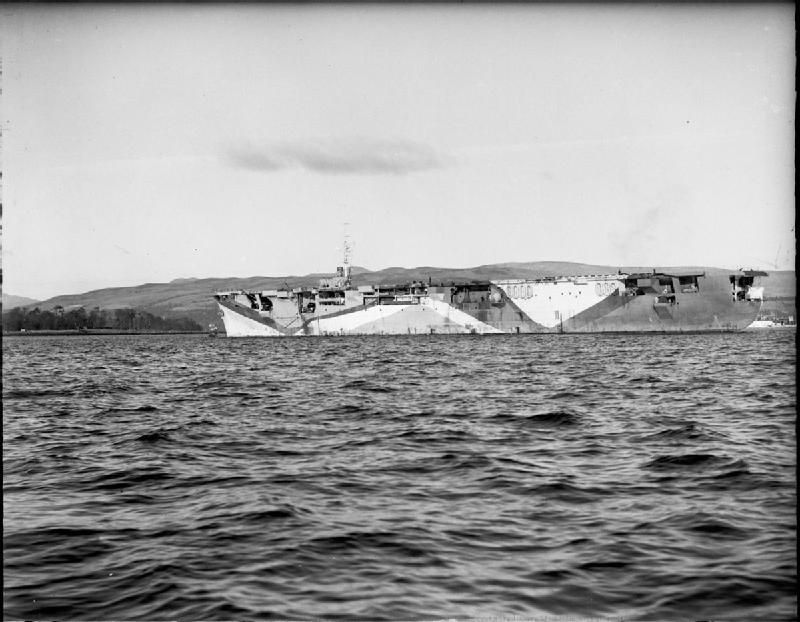
LActivity ancré à la Clyde.

En 1943, l'HMS Activity est modernisé, puis le porte-avions est engagé dans la protection des convois de l'Atlantique Nord. Durant cette période, ses appareils participent à la perte des sous-marins U-288, et U-355, et endommagent les U-362, U-673 et U-990.
En août 1944, le porte-avions est utilisé en tant que transport pour acheminer des aéronefs et du matériel à Ceylan, qu'il atteint le 23 octobre 1944.
Après un retour à Gibraltar, le bâtiment entre en carénage à la Clyde en décembre 1944 pour rectifier quelques défauts, puis retourne en opération dans l'Océan Indien. Durant un transit vers Sydney, il secourt 92 survivants du SS Peter Silvester, un liberty ship américain coulé par l'U-862 le 6 février 1945.
Le 24 mars, l'Activity quitte Sydney pour Colombo en transportant du matériel d'aviation. Après la fin de la guerre, il est envoyé à Singapour pour soutenir la réoccupation de la cité-État d'Asie du Sud-Est. De retour en Angleterre le 20 octobre 1945, il est placé dans la Reserve Fleet. Il est placé dans la réserve de catégorie B le 30 janvier 1946 et est vendu à la société Glen Line (en) le 25 mars 1946 pour une conversion en navire marchand.

### Marine marchande
Converti en navire de classe Glenearn par la société Palmers Shipbuilding and Iron Company à Hebburn, il est renommé Breconshire en septembre 1947, étant le deuxième navire de la Glen Line à porter ce nom. Le navire jauge alors 9 061 tonneaux. En avril 1967, le navire est retiré du service, et il est démoli à Mihara le 24 de ce mois.